# Равка (Свентокшиське воєводство)
Равка (пол. Rawka) — село в Польщі, у гміні Слупія Єнджейовського повіту Свентокшиського воєводства.
Населення — 138 осіб (2011).

## Демографія
Демографічна структура на день 31 березня 2011 року:
|          | Загалом | Допрацездатний вік | Працездатний вік | Постпрацездатний вік |
| -------- | ------- | ------------------ | ---------------- | -------------------- |
| Чоловіки | 64      | 16                 | 41               | 7                    |
| Жінки    | 74      | 17                 | 38               | 19                   |
| Разом    | 138     | 33                 | 79               | 26                   |